# Pattalinus strigosus
Pattalinus strigosus är en skalbaggsart som beskrevs av Monné 1988. Pattalinus strigosus ingår i släktet Pattalinus och familjen långhorningar. Inga underarter finns listade i Catalogue of Life.